# Alphadon
Alphadon (nghĩa "răng đầu tiên") là một chi động vật có vú nguyên thủy nhỏ, là một thành viên của metatheria, một nhóm động vật có vú gồm cả thú có túi ngày nay. Hóa thạch của chúng được phát hiện lần đầu tiên và do George Gaylord Simpson đặt tên năm 1929.
Người ta không biết nhiều đến hình dạng của chúng vì chúng chỉ được biết qua những chiếc răng hóa thạch. Chiều dài cơ thể của chúng có thể khoảng 12 in (30 cm) và có thể có những nét tương đồng với chồn Opossum ngày nay. Từ những chiếc răng, có thể kết luận chúng là động vật ăn tạp, ăn hoa quả, những động vật không xương sống và cả có xương sống nhỏ.
Alphadon sống vào giai đoạn cuối của kỷ Creta, cùng với những loài khủng long như Tyrannosaurus và Triceratops. Hóa thạch của chúng được tìm thấy khắp Bắc Mỹ, từ cực bắc như Alberta, Canada đến cực nam như New Mexico ở Mỹ.
Một loài điển hình là A. marshi.
Loài Nortedelphys jasoni ban đầu được Storer mô tả thuộc chi Alphadon (năm 1991); tuy nhiên, it was subsequently transferred to the herpetotheriid genus Nortedelphys.
Số lượng các loài thú có túi ở Bắc Mỹ giảm mạnh vào cuối kỷ Creta. Alphadon đại diện cho dòng sống sót duy nhất cùng với hậu duệ của nó ở thế Paleocen là Peradectes.